# Karrajärvi (Gällivare socken, Lappland, 743056-176012)
Karrajärvi är en sjö i Gällivare kommun i Lappland och ingår i Kalixälvens huvudavrinningsområde.